# Михайло Колодко
Михайло Іванович Колодко (нар. 10 серпня 1978, Ужгород, Закарпатська область) — український художник та скульптор. Найбільш відомий як автор публічних міні-скульптур в Ужгороді, Будапешті та інших містах (станом на кінець 2021 року створив їх понад 120 у 10 країнах). Також автор скульптур у повний зріст, меморіалів тощо. З 2016 року мешкає у Будапешті. 

## Життєпис
Народився в Ужгороді. До 1996 року навчався в Ужгородському коледжі мистецтв імені Адальберта Ерделі на спеціальності «художня обробка дерева». 2002 року завершив навчання у Львівській національній академії мистецтв за спеціальністю скульптора.

## Діяльність
Перша міні-скульптурка була створена скульптором Михайлом Колодком у 2010 році, і лишень за кілька років було створено кілька десятків бронзових творінь, з якими тепер асоціюється насамперед Ужгород, як у його мешканців, так і в туристів.
Guerrilla art (у перекладі з англійської «партизанське мистецтво»), тобто, мистецтво, що запускається «в люди» підпільним, неочікуваним, несанкціонованим чином, стало для Михайла Колодка улюбленим способом передати велику або просто цікаву історію.
«Я не заніс свої вироби з майстерні в галерею, як це робить переважна більшість скульпторів. Мені не цікава ця практика. Мені цікаво винести з майстерні надвір на огляд людям».
«Вилити маленьку скульптурку дешевше і легше, — розповідає митець ВВС News Україна, — і на її встановлення не потрібно особливих дозволів. Але водночас, через неї також можна розповісти велику історію. Людина може просто пройти повз мініатюру і не помітити, а якщо зверне увагу, то мимоволі замислиться: чому вона тут стоїть?»
Останні роки скульптор мешкає в Угорщині де він встановив вже кілька своїх творів.
Зокрема і головний герой угорського мультфільму «Езер Мештер» — козел Мекк Елек у мініатюрі знедавна красується на сходах, які ведуть до замку Будапешту. Його у бронзі відлив закарпатець, поселивши, як завжди, у доволі неочікуваному для пішоходів місці. Ця скульптурка заввишки з десяток сантиметрів. Після викрадення скульптури Михайло Колодко відливши ще одну, повернув вже облюблену угорцями та туристами постать «з дитинства» на місце.
Тепер художник живе й працює в Будапешті, де відкрив свою першу персональну виставку мініскульптур. Там зібрані найвідоміші скульптури, які вже можна побачити на вулицях Ужгорода та Будапешту. Серед них і зовсім нові, ще невідомі широкому загалу. Виставка відбувалася в галереї Kahan Art.

## Скульптури

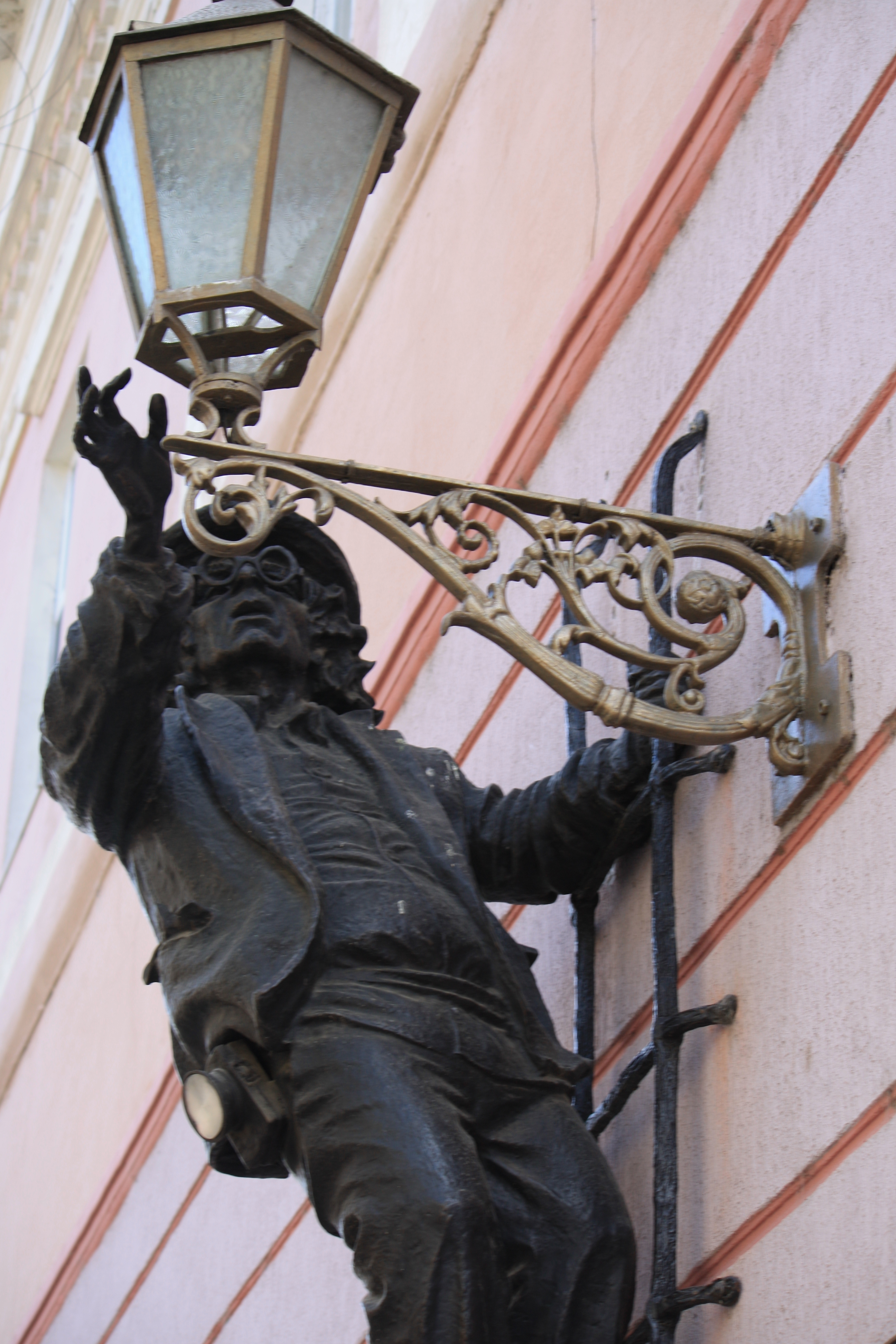
Ужгород, вулиця

- Ужгород, вулицяЛіхтарник в Ужгороді. Це пам'ятник реальній людині, яку всі звали дядя Коля, котрий понад 40 років працював на посаді запалювальника ліхтарів в місті над Ужем. Скульптура відкрита 23 жовтня 2010 року на перехресті вулиць Корсо та Волошина, у самому серці старого Ужгорода. Цікавинки щодо скульптури: на поясі ліхтарик; на землі сумка, яку він носив, з газетами; мав дві вищі освіти, через це, його називали  «ходячою енциклопедією».[6]

## Мініскульптури

### Ужгород

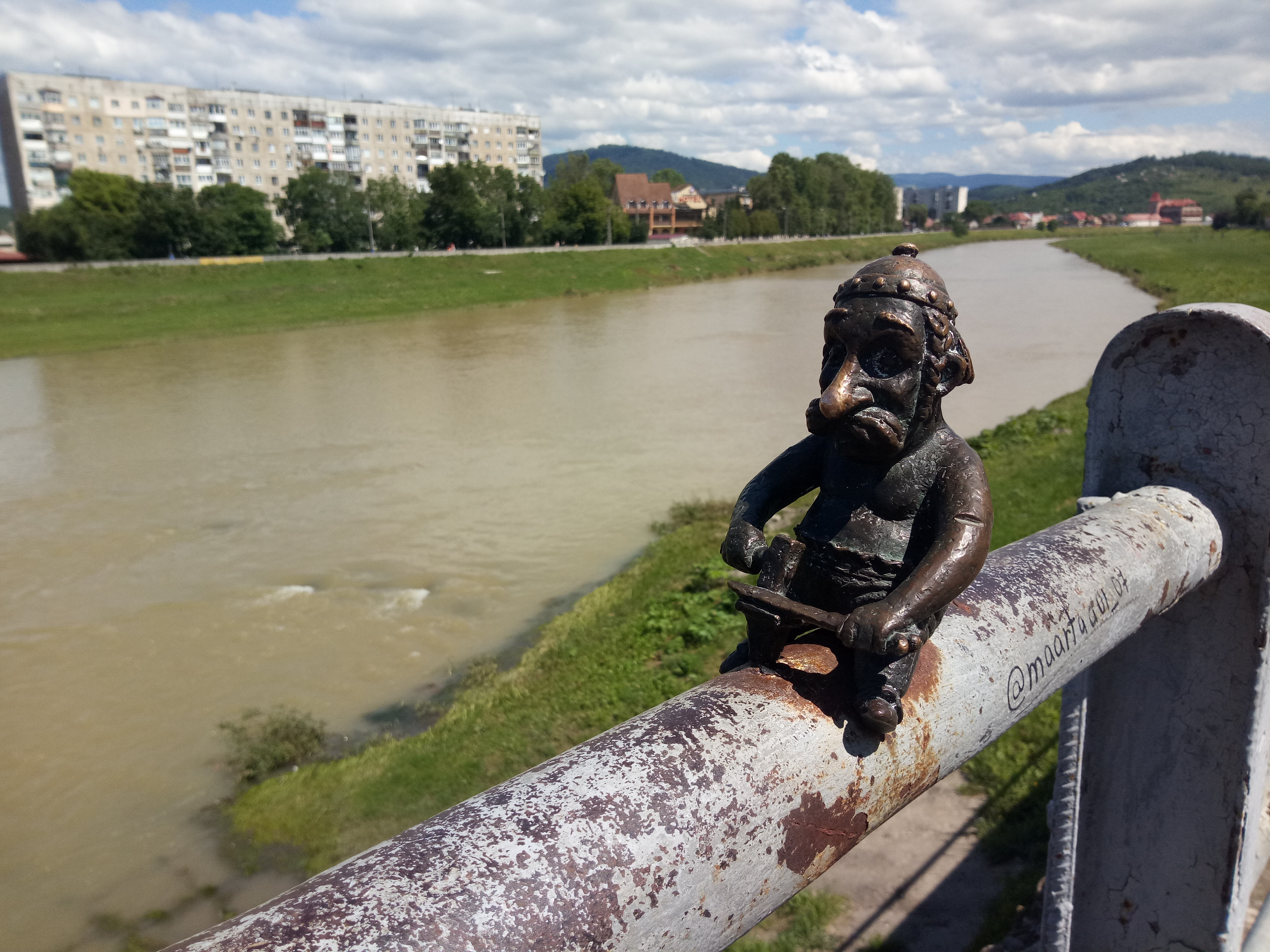
Мукачево кельт

- Напередодні свята Святого Миколая Михайло Колодко вилив із бронзи і встановив на поруччях одного з мостів міста невеличку фігурку Миколайчика — висотою 16 см та вагою 12 кг. Ця фігурка стала найменшою скульптурою в Україні.
- Скульптурка бравого солдата Швейка, персонажа Ярослава Гашека, створена до днів українсько-чеської дружби, які пройшли влітку 2012 року.
- Мініскульптура Джона Лорда, засновника гурту Deep Purple, була встановлена у листопаді 2014 року. Як твердить автор, саме з Ужгорода напівлегально по всій території СРСР поширювали перші записи гурту з угорського радіоефіру. Джон Лорд зображений спиною до глядачів й до вулиці Корзо. Кажуть, що перебуваючи у місті, музикант був неприємно вражений архітектурним ансамблем Ужгорода, тож його й розвернули до річки Уж. Цікаво, що на відкриті скульптури, простір навколо річки Уж був покритий димом, так була зображена найвідоміша пісня гурту: «Smoke on the water». На відкриття організатори запросили всіх фанатів рок-музики кому за тридцять та волосся довше ніж 10 см. Ідея створення скульптури виникла у 2012 році, після смерті рок-легенди, коли ентузіасти почали збирати кошти у кав'ярні «Під Замком». В результаті було зібрано 584 грн. копійкам, а це 16 кг. До речі, під час підрахунку коштів були знайдені і єгипетські фунти та російські рублі… Спочатку планували вилити скульптури з монет, але для того щоб Джон Лорд вийшов як найякіснішим, вирішили відмовитись від цієї ідеї. Мініскульптура зображає класичного рокера тих часів: окуляри-каплі, жилетка, взуття з каблуком, сигарета у руці.[7]
- Скульптура на честь американського ілюзіоніста Гаррі Гудіні. За генеалогічними дослідженнями, його бабуся родом із села поблизу Ужгорода. Сам народився в місті Будапешт 24 березня 1874 року. І саме на 141 річницю в Ужгороді, на площі Богдана Хмельницького, з'явилася публічна мініскульптура Гаррі Гудіні. [Архівовано 15 липня 2019 у Wayback Machine.]
- Скульптурка Миколи Шугая. Останній карпатський опришок, Карпатський Робін Гуд, який на початку 20 століття ховався у лісах Міжгірщини.
- Скульптурка гуцула на уламку метеорита була встановлена на честь трьох метеоритів, які в різні часи впали на території Закарпаття. За однією з місцевих легенд, гуцул знайшов шматок легендарного метеориту «Княгиня» — найбільшого зі знайдених у Європі.

### Мукачево
- перша міні-скульптура — кельт, пов'язана з ціка́винкою міста, яка є унікальною не тільки для України, але й для усієї Європи. Творці скульптури зазначають, що на горі Ловачці, що знаходиться біля міста над Латорицею, знаходиться найдревніша кельтська стоянка. Пам'ятник подібний до найвідоміших кельтів Астерікса і Обелікса. Їхній мукачівський «товариш» у руках тримає кельтський меч, оригінальний прообраз якого нині зберігається в музеї Мукачівського замку.
- міні-скульптурку Ференца Ракоці встановили 24 жовтня 2015& року на вулиці Пушкіна в центрі міста, тому що до 1945 року саме вона мала таку назву. Навколо скульптури є надпис: «З Богом за Батьківщину і Свободу». Це лозунг, який був популярний у Мукачеві в 1703 році. Мукачево Пам'ятник Ілоні Зріні та Ференцу II Ракоці, пров. Куруців, 5, замок Паланок.
- 17 травня 2016 року у замку «Паланок» з'явилася скульптурна композиція «Весілля Імре Текелі та Ілони Зріні» — захисниці Мукачівського замку та її коханому. Скульптурну композицію відкрили у першому дворі замку, відразу за центральним входом. Таким чином власниця замку Ілона Зріні з чоловіком немов зустрічають гостей.

### Будапешт
- Скульптурка головного героя угорського мультфільму «Езермештер» — козел Мекк Елек. MekkElek

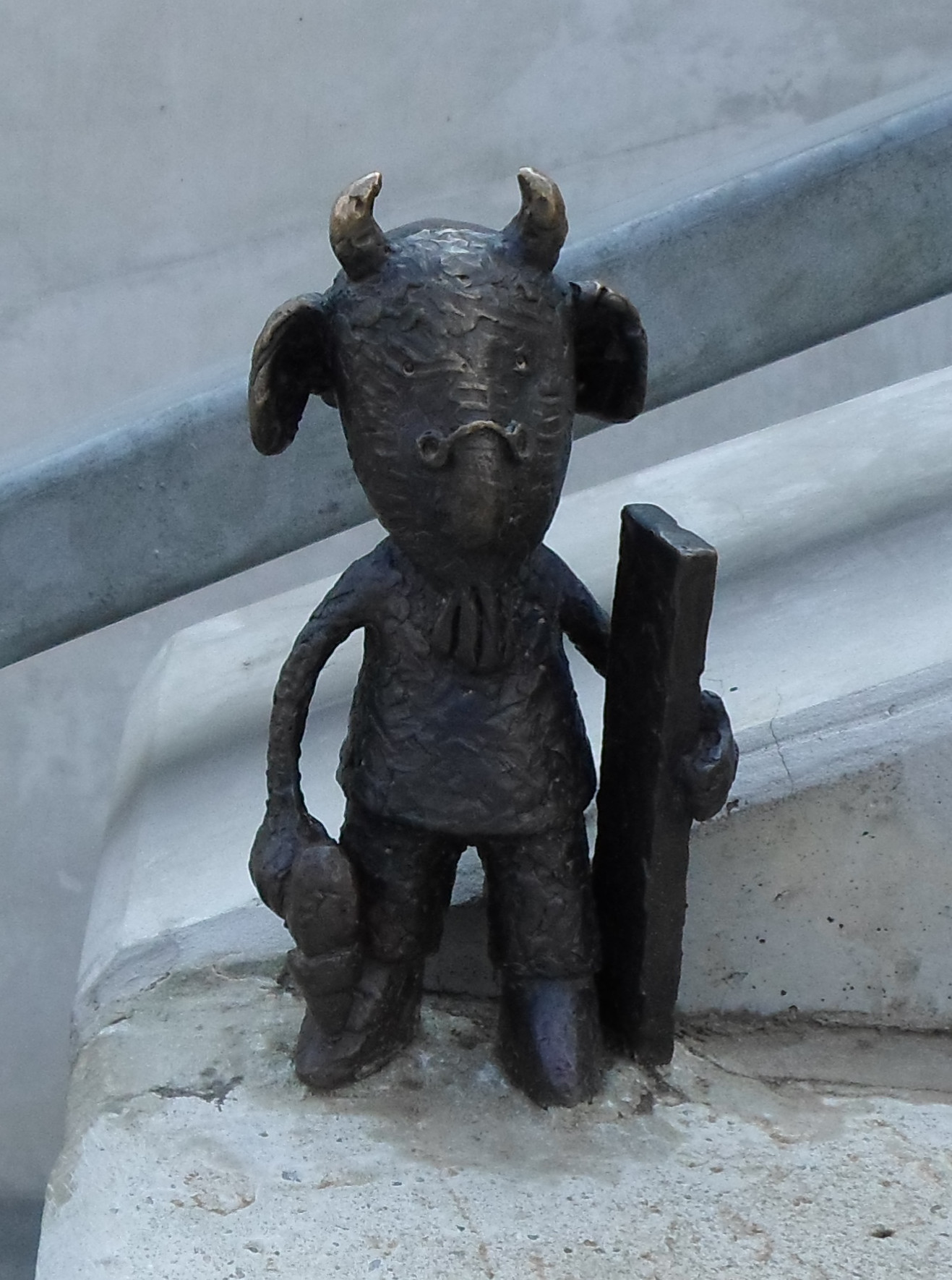
MekkElek

- Скульптура художника Ігнатія Рошковича в повний зріст (2014 рік).
- Фігурка Теодора Герцля, засновника Всесвітньо сіоністської організації. Розташована вона на вулиці Догань, біля Будапештської Великої синагоги.
- Меморіал Угорській революції 1956 року, розташований на березі річки Дунай напроти Парламенту Угорщини.Меморіал Угорській революції 1956 року.

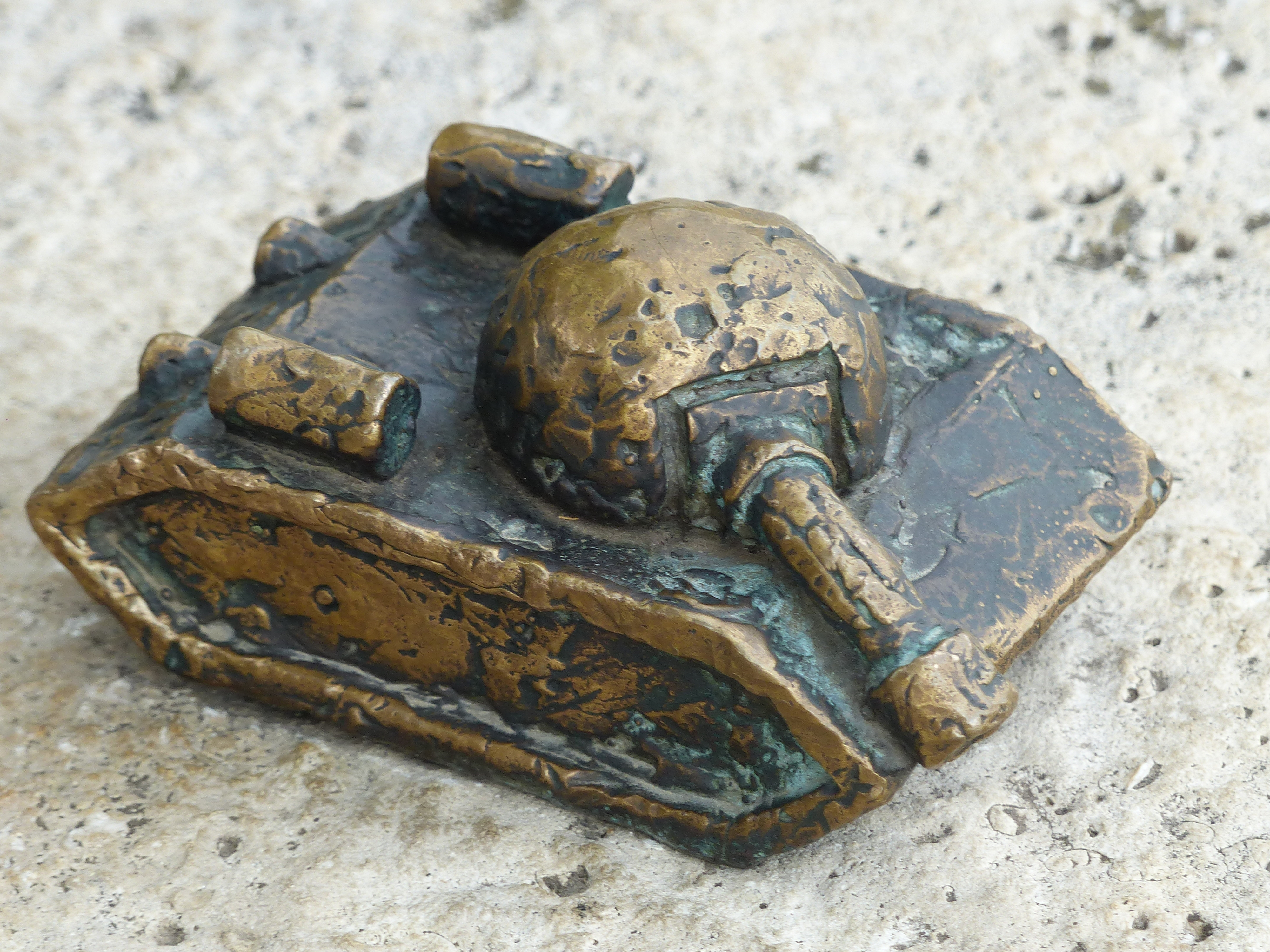
Меморіал Угорській революції 1956 року